# Nostos - Il ritorno
Nostos - Il ritorno è un film del 1989 scritto e diretto da Franco Piavoli, che ne ha curato anche fotografia, montaggio e sonoro.
Si tratta di una rivisitazione personale del mito di Ulisse.
I dialoghi del film, limitati a poche parole incomprensibili, sono «ispirati a suoni di antiche lingue mediterranee».

## Trama
Alla fine di una guerra un eroe, spietato e crudele, intraprende con i compagni il viaggio di ritorno verso casa attraverso il Mediterraneo, un itinerario che si rivela lungo e difficile perché ostacoli di diversa natura, sia concreta che psicologica, si frappongono tra lui e la meta agognata: le condizioni meteorologiche avverse, che causano il naufragio che lo separa dagli altri, i ricordi del suo passato (non solo quelli nostalgici per l'infanzia e la madre, ma anche quelle tormentati per le uccisioni compiute), il desiderio di oblio, un incontro d'amore... Riuscirà infine a raggiungere la patria natia e gli affetti che vi ha lasciato.

## Premi e Festival
- Premio OPL Moti Ibrahim al Festival di Djerba 1990.
- Premio AIACE 1990.
- Presentato fuori concorso al Festival di Locarno 1989.
- Presentato fuori concorso al Mill Valley Film Festival di San Francisco 1990.
- Presentato fuori concorso al Festival di Mosca 1990.

## Critica
Il Dizionario Morandini lo definisce un «poema audiovisivo [...] enigmatico, impervio, affascinante», «troppo astratto» per lo spettatore comune, adatto invece ad uno spettatore aperto e sensibile, capace di «immergersi nel suo flusso di immagini e suoni».
Per il Dizionario Mereghetti è un film «insolito e personalissimo», che «può sconcertare (e annoiare) ma anche affascinare».